# Liste des musées du comté de Durham
Cette liste des musées du comté de Durham, Angleterre contient des musées qui sont définis dans ce contexte comme des institutions (y compris des organismes sans but lucratif, des entités gouvernementales et des entreprises privées) qui recueillent et soignent des objets d'intérêt culturel, artistique, scientifique ou historique. leurs collections ou expositions connexes disponibles pour la consultation publique. Sont également inclus les galeries d'art à but non lucratif et les galeries d'art universitaires. Les musées virtuels ne sont pas inclus.

## Musées
| Nom                               | Image | Ville/City        | Type              | Résume |
| --------------------------------- | ----- | ----------------- | ----------------- | --- |
| Ankers House Museum               |       | Chester-le-Street | Religions         | Situé à St Mary and St Cuthbert Church, salle médiévale utilisée par les anchorites |
| Château d'Auckland                |       | Bishop Auckland   | Maison historique | Maison de l'Évêque de Durham depuis plus de 800 ans |
| Beamish Museum                    |       | Beamish           | Open air          | L'accent est mis sur 1825 et 1913 la vie dans le nord-est urbanisé de l'Angleterre, y compris les trains, l'agriculture, l'industrie                                                           |
| Bishop Auckland Town Hall         |       | Bishop Auckland   | Art               | Ancien hôtel de ville abritant la principale bibliothèque publique de Bishop Auckland, un théâtre, une galerie d'art, un centre d'informations touristiques et un café-bar                     |
| Bowes Museum                      |       | Barnard Castle    | Art               | Comprend les beaux-arts, les objets d'art décoratif, la céramique, les textiles, les tapisseries, les pendules et les costumes                                                                 |
| DLI Museum                        |       | Durham            | Militaire         | Histoire du Durham Light Infantry, située dans le même bâtiment que le Durham Art Gallery |
| Durham Art Gallery                |       | Durham            | Art               | website, art moderne et contemporain, situé dans le même bâtiment que le DLI Museum |
| Durham Castle                     |       | Durham            | Maison historique | Château normand, faisant partie du University College, Durham, ouvert aux visites guidées |
| Durham Cathedral                  |       | Durham            | Religions         | Comprend la tour, le dortoir des moines, le sanctuaire de Saint Cuthbert of Lindisfarne, des expositions sur la construction et l'histoire de la cathédrale                                    |
| Durham Mining Museum              |       | Spennymoor        | Mine              | website, exploitation minière dans le nord de l'Angleterre |
| Durham Museum and Heritage Centre |       | Durham            | Local             | Histoire locale |
| Hartlepool Art Gallery            |       | Hartlepool        | Art               | Organisé par le Hartlepool Borough Council, des expositions d'artisanat, d'art contemporain et d'art et de photographie                                                                        |
| Hartlepool's Maritime Experience  |       | Hartlepool        | Maritime          | Reconstitution d'un port de mer du XVIIIe siècle à l'époque de Lord Nelson, Napoléon et de la bataille de Trafalgar                                                                            |
| Head of Steam                     |       | Darlington        | Rail              | Chemin de fer du patrimoine et musée |
| Heugh Battery Museum              |       | Hartlepool        | Militaire         | Batterie de défense côtière restaurée du XIXe siècle et expositions sur les forces d'artillerie côtière locales                                                                                |
| HMS Trincomalee                   |       | Hartlepool        | Maritime          | Musée de la Royal Navy Leda class frigate début du XIXe siècle |
| Hopetown Carriage Works           |       | Durham            | Rail              | |
| Killhope                          |       | Killhope          | Mine              | Ancienne mine de plomb du XIXe siècle, minéraux, vie du mineur et de sa famille |
| Museum of Archaeology             |       | Durham            | Archéologie       | Également connu sous le nom de musée d'archéologie Old Fulling Mill, appartenant à l'University of Durham, artefacts de la préhistoire, de la Grèce antique, des périodes romaine et médiévale |
| Museum of Hartlepool              |       | Hartlepool        | Local             | Histoire locale, patrimoine maritime, navire-musée du PS Wingfield Castle |
| National Railway Museum Shildon   |       | Shildon           | Rail              | Succursale du National Railway Museum, comprend plus de 70 véhicules du patrimoine ferroviaire                                                                                                 |
| Oriental Museum                   |       | Durham            | Ethnographie      | partie de l'University of Durham, comprend des artefacts chinois, égyptiens, coréens, japonais et autres de l'Extrême-Orient et d'Asie.                                                        |
| Palace Green Library              |       | Durham            | Bibliothèque      | website partie de Durham University Library,des expositions des collections de l'Université dans l'art, l'histoire, la culture, la littérature                                                 |
| Preston Park Museum & Grounds     |       | Preston-on-Tees   | Local             | Comprend une rue d'époque reconstituée des années 1890, des chambres d'époque, un manège militaire et une collection de jouets                                                                 |
| Raby Castle                       |       | Staindrop         | Maion historique  | Château médiéval avec décorations des XVIIIe et XIXe siècles, parc à daims, jardins |
| Rokeby Park                       |       | Greta Bridge      | Maison historique | Maison de campagne de style palladien |
| Spennymoor Town Hall Art Gallery  |       | Spennymoor        | Art               | website, galerie d'art municipale |
| Tanfield Railway                  |       | Tanfield          | Rail              | Chemin de fer du patrimoine et hangar avec locomotives et équipement |
| Weardale Museum                   |       | Ireshopeburn      | Local             | website, histoire locale, mines, géologie, souvenirs de John Wesley et Méthodiste agriculture, chemin de fer                                                                                   |

## Musées fermées
- Durham Miners Heritage Centre
- Vintage Vehicles Shildon, fermé en 2012[1]